# Alexander Warneryd
Alexander Rickard Chadchai Thongla-Iad Warneryd, född 21 augusti 2005, är en svensk fotbollsspelare som spelar för Tromsø IL.

## Karriär
Warneryds moderklubb är Rydboholms SK. Som 13-åring gick Warneryd till IF Elfsborg där det blev spel i två år innan han gick till Norrby IF. Warneryd tävlingsdebuterade för Norrby den 5 mars 2023 i en 5–0-förlust mot IK Brage i gruppspelet i Svenska cupen 2022/2023, där han blev inbytt i den 58:e minuten. Warneryd spelade totalt 23 matcher och gjorde ett mål i Ettan Södra 2023.
I januari 2024 värvades Warneryd av Västerås SK, där han skrev på ett fyraårskontrakt. I premiäromgången av Allsvenskan 2024, den 1 april, gjorde Warneryd allsvensk debut i en 1–0-förlust mot AIK, där han blev inbytt i den 79:e minuten mot Max Larsson.